# Ministère de la Justice (Italie)
Pour les autres articles nationaux ou selon les autres juridictions, voir Ministère de la Justice.
Le ministère de la Justice (en italien : Ministero della Giustizia) est le ministère chargé de veiller au bon fonctionnement du système judiciaire en Italie. Le ministère a son siège dans le palais Piacentini à Rome, via Arenula.
Il est actuellement dirigé par Carlo Nordio en fonction depuis le 22 octobre 2022.

## Histoire
Le ministère existe depuis le gouvernement Cavour IV en 1861, en tant que ministère qui s'occupait également des affaires religieuses, c'est-à-dire des activités liées à la sphère religieuse et ecclésiastique. En fait, le nom a changé au fil du temps par rapport à cette activité. En 1932, avec le gouvernement Mussolini, les activités ecclésiastiques et religieuses passent au ministère de l'Intérieur, plus étroitement lié au pouvoir exécutif, où elles le sont toujours, et le ministère prend le nom de "di Grazia e Giustizia" .
De nombreux pouvoirs ont changé avec la création du Conseil supérieur de la magistrature en 1958, qui a retiré au ministre tous les pouvoirs en matière de recrutement, de nomination, de transfert, de promotion, de sanctions disciplinaires et de démission des magistrats, tant ordinaires qu'honoraires. Depuis 1990, elle assume également la responsabilité de la police pénitentiaire (Polizia penitenziaria). Le DAP, ou département de l'administration pénitentiaire, a donc été créé.
Il a pris son nom actuel en 1999, anticipant en partie l'entrée en vigueur de la réforme Bassanini sur l'organisation du gouvernement, ainsi que la sentence no 200 de 2006 de la Cour constitutionnelle, par laquelle le pouvoir de grâce est réservé au président de la République.

## Description du ministère

### Fonctions
Le ministère de la Justice a pour mission principale de
- le contrôle de l'organisation des services de la justice, c'est-à-dire l'organisation des services judiciaires tels que les cours, les tribunaux et les services connexes (offices judiciaires, chancelleries, secrétariats, etc.) ;
- la supervision des pénitenciers d'État, soit en gérant les détenus et les prisons existantes par le biais de la police pénitentiaire - qui dépend du ministère -, soit en entretenant ou en construisant de nouvelles installations ;
- la gestion des structures de service de la justice des mineurs, tant pour les mineurs confrontés à des problèmes particuliers (adoptions, perte de famille, placement en famille d'accueil, etc.) que pour ceux qui ont commis des délits (centres de redressement pour mineurs) ;
- la gestion des archives notariales, c'est-à-dire les bureaux où les notaires déposent leurs testaments et autres actes ; la supervision des ordres et collèges professionnels (par exemple, avocats, notaires, médecins, comptables, ingénieurs, géomètres, etc ;)
- la gestion du casier judiciaire, c'est-à-dire la base de données où sont inscrites toutes les condamnations ;
- la supervision de la coopération internationale en matière civile et pénale ;
- l'examen des demandes de grâce à soumettre au président de la République ;
- superviser la publication de tous les actes législatifs au Journal officiel de la République italienne ;
- superviser les modifications apportées aux codes civil, pénal, de procédure civile et pénal.

### Le ministre de la Justice
Le ministère est dirigé par le ministre de la Justice, qui est nommé par le président de la République sur proposition du Premier ministre ; il est le seul à être mentionné directement dans la Constitution. L'article 110 de la Constitution prévoit deux fonctions fondamentales : l'organisation des services et l'action disciplinaire contre les magistrats. Les autres fonctions sont définies par le droit commun. En vertu de l'article 107 de la Constitution, il a également le pouvoir d'engager une action disciplinaire contre les membres de la magistrature italienne.

### Organisation du ministère
L'organisation du ministère est régie par le décret présidentiel no 55 du 6 mars 2001.
Il est organisé en bureaux de collaboration directe avec le ministre et en quatre départements. La DGSIA a une fonction particulière et dispose de compétences transversales. Chaque département est dirigé par un directeur général, assisté de deux adjoints.
Les bureaux suivants sont des bureaux du personnel :
- Secrétariat du ministre ;
- Cabinet du ministre ;
- Bureau législatif ;
- Inspection générale ;
- Bureau de la coordination de l'activité internationale ;

vService d'audit interne ;
- Porte-parole du ministre ;
- Bureau de presse et d'information ;

La structure du ministère est constituée de:
- Département des affaires de la justice (Dipartimento per gli affari di giustizia - DAG), divisé en trois directions générales (DG):
  - DG de la justice civile
  - DG de la justice pénale ;
  - DG du contentieux et des droits de l'homme.
- Département de l'organisation judiciaire, du personnel et des services (Dipartimento dell'Organizzazione giudiziaria, del personale e dei servizi - DOG), divisé en 7 directions générales :
  - DG du personnel et de la formation ;
  - DG des ressources matérielles, des biens et des services ;
  - DG du budget et de la comptabilité ;
  - DG des Magistrats ;
  - DG Statistiques ;
  - DG pour la gestion et la maintenance du complexe judiciaire de Naples ;
  - DG des Systèmes d'Information Automatisés - DGSIA, en charge de l'informatique pour l'ensemble du Ministère.
- Département de la justice juvénile et communautaire (Dipartimento per la giustizia minorile e di comunità - DGM), subdivisé en quatre directions générales :
  - DG du personnel et de la formation ;
  - DG des ressources matérielles, des biens et des services ;
  - DG pour la mise en œuvre des mesures judiciaires.
  - DG de l'exécution pénale externe et de la probation.
- Département de l'administration pénitentiaire (Dipartimento dell'amministrazione penitenziaria - DAP), divisé en trois directions générales :
  - DG du personnel et des ressources ;
  - DG de la formation ;
  - DG des prisonniers et traitement ;

La police pénitentiaire dépend également de la DAP.

## Liste des ministres
- Liste des ministres italiens de la Justice

## Bureaux judiciaires
Le ministère supervise le personnel et l'organisation de tous les bureaux judiciaires ordinaires, en tant que bureaux territoriaux du ministère, et sans préjudice des fonctions sur les magistrats du Conseil supérieur de la magistrature. Les bureaux judiciaires des juges spéciaux dépendent de différentes administrations et ministères (les tribunaux militaires dépendent du ministère de la défense, les commissions fiscales dépendent du ministère de l'économie et des finances, la Cour des comptes, du Conseil d'État et les tribunaux administratifs régionaux dépendent de la présidence du Conseil des ministres.

Voici l'organisation des bureaux
- la Cour suprême de cassation, office judiciaire à compétence générale et nationale ;
- la Haute Cour des Eaux Publiques, office judiciaire à compétence spéciale et nationale ;
- le parquet général de la Cour suprême de cassation, office judiciaire à compétence nationale générale ;
- la Direction nationale anti-mafia, office judiciaire chargé de la coordination dans le domaine de la criminalité organisée, à compétence nationale ;
- Les 26 et 3 sections des cours d'appel, bureaux judiciaires avec juridiction de district ;
- les 26 et 3 sections des parquets généraux auprès de la cour d'appel, bureaux des requérants judiciaires à compétence départementale ;
- les 26 et 3 sections des Tribunaux pour enfants, bureaux judiciaires ayant une juridiction pour les mineurs et les districts ;
- les 26 et 3 sections des parquets auprès du tribunal des mineurs, les bureaux judiciaires avec juridiction pour les mineurs et les districts ;
- les 8 Tribunaux Publics Régionaux de l'Eau, offices judiciaires à compétence spéciale et de district ;
- les 29 tribunaux de surveillance, bureaux judiciaires ayant une compétence de district ;
- les 166 tribunaux et 220 chambres, bureaux judiciaires avec juridiction de district ;
- 166 Parquets auprès de la Cour, offices judiciaires à compétence circonscrite ;
- 58 Bureaux de surveillance, bureaux judiciaires à compétence locale ;
- 847 Justices de paix, offices judiciaires avec juridiction de district.

Les administrations des bureaux de poursuites sont appelées Secrétariats et celles des bureaux de jugements Chancelleries.
Un autre bureau est le CISIA, qui est chargé du domaine informatique lié aux logiciels du ministère.

## Établissements pour mineurs
Le département est responsable des établissements pour mineurs, qui sont répartis en 12 centres sur l'ensemble du territoire italien, sur une base régionale ou en regroupant deux ou plusieurs régions. Chaque centre fonctionne sur le territoire par l'intermédiaire des services de la justice des mineurs prévus par l'art. 8 du décret législatif no 272 du 28 juillet 1989 :
- 25 centres de premier accueil ;
- 18 Instituts pénitentiaires pour mineurs ;
- 29 Bureaux des services sociaux pour mineurs ;
- 12 Communautés.

La formation du personnel de la justice pour mineurs est assurée par l'Institut central de formation du personnel dont le siège est à Rome. L'Institut dispose de ses propres bureaux décentralisés à Castiglione delle Stiviere (Mantoue) et à Messine.

## Installations pénitentiaires
Tous les établissements pénitentiaires de la République dépendent du ministère de la Justice. En vertu de l'article 59 de la loi no 354 du 26 juillet 1975, loi sur l'ordonnance pénitentiaire, ils sont organisés en :
- Instituts de détention préventive ;
- Instituts pour l'exécution des peines ;
- Instituts pour l'exécution des mesures de sécurité ;
- Centres d'observation.

Les structures territoriales de l'Administration Pénitentiaire sont également les "Offices Locaux pour l'Exécution Pénale Externe" (Uffici locali di Esecuzione Penale Esterna - UEPE), appelés ainsi par la loi no 154 du 27 juillet 2005, qui a modifié l'art. 72 de la loi no 354 du 26 juillet 1975, qui constituait les centres de services sociaux pour adultes de l'Administration Pénitentiaire. L'UEPE traite de l'application, de la modification, de la prolongation et de la révocation des mesures de sécurité, ainsi que du traitement des condamnés et des détenus, et suit la réinsertion dans la vie libre des personnes soumises à des mesures de sécurité non privatives de liberté.
Les différents établissements sont gérés par les directions respectives, qui agissent conformément aux directives des « Bureaux de l'administration pénitentiaire régionale » (Provveditorati Regionali dell'Amministrazione Penitenziaria), qui assurent l'uniformité de l'action pénitentiaire au sein de la région. Les surintendances régionales exercent leurs compétences en matière d'affaires régionales, selon les directives de la DAP, ce qui assure l'uniformité de l'action pénitentiaire sur le territoire national, dans le respect des prérogatives régionales. Il existe 16 inspections régionales.

## Police pénitentiaire
Dépendant du Département de l'Administration Pénitentiaire (Dipartimento dell'amministrazione penitenziaria - DAP), le Corps de la Police Pénitentiaire fonctionne comme une force de police civile, comme le prévoit la loi réforme de 1990, qui a démilitarisé le Corps de la Garde Pénitentiaire. Le Corps est principalement chargé de veiller à la sécurité des établissements pénitentiaires selon une organisation hiérarchique dans laquelle le chef de chaque établissement est un commandant, appartenant au rôle des commissaires pénitentiaires, qui à son tour est responsable devant le directeur de l'établissement qui agit en tant que directeur.

## La nouvelle organisation périphérique
Dans le cadre des réformes du système judiciaire, le décret législatif no 240 du 25 juillet 2006 a été promulgué : "Identification des compétences des premiers magistrats et des responsables administratifs des bureaux judiciaires ainsi que décentralisation sur une base régionale de certaines compétences du ministère de la justice". Elle contient des innovations organisationnelles importantes, presque révolutionnaires, car:
- elle règle pour la première fois les relations entre les premiers magistrats des offices judiciaires et les directeurs administratifs de ces mêmes offices ;
- elle met en place des structures décentralisées sur le territoire du ministère de la justice.

La réforme n'a pas encore été mise en œuvre, notamment en raison de la résistance du pouvoir judiciaire associé, qui craint de perdre son contrôle sur l'administration.

## Informatisation du ministère
L'informatique au ministère de la Justice est organisée par la Direction générale des systèmes d'information automatisés (Direzione Generale Sistemi Informativi Automatizzati - DGSIA), qui intervient territorialement par l'intermédiaire des CISIA et des informaticiens ministériels. Cependant, la grande majorité des activités informatiques (y compris le traitement des données sensibles) sont réalisées par des techniciens externalisés qui opèrent comme s'ils étaient des fonctionnaires (au double du coût payé aux entreprises) dans le cadre du contrat ATU (Assistenza Tecnica Unificata - Assistance technique unifiée) attribué depuis de nombreuses années essentiellement aux mêmes sociétés d'assistance.
Ces dernières années, en raison d'une réduction financière progressive des dépenses juridiques, un grave problème d'irrégularité généralisée et d'emploi précaire du personnel informatique externalisé est apparu. L'affaire a atterri dans les médias et au Parlement, auquel une réponse a finalement été donnée, mais non mise en œuvre. Début 2008, par le biais d'un contrat CNIPA, le service a été placé sous le contrôle d'une RTI (raggruppamento temporaneo di imprese - regroupement temporaire d'entreprises) formée par Telecom Italia, ElsagDatamat et Engineering. Il s'agissait d'un nouveau changement de mains, qui a donné lieu à l'un des débouchés du soi-disant "SPC" (Sistema pubblico di connettività - système de connectivité publique), qui représente en fait une "régression" de l'ensemble, plus bureaucratique et moins efficace, malgré le fait que les travailleurs et les entreprises de l'UAT qui opèrent déjà (en sous-traitance pour le SPC) sont les mêmes.

## Situation financière
Fin 2006, les dettes déclarées par le ministère de la justice s'élevaient à 394,5 millions d'euros. Sur ce montant, 251 millions concernent l'administration judiciaire, 132 millions l'administration pénitentiaire et 11,4 millions l'administration de la justice juvénile. En comparaison, les besoins pour l'année 2007 sont estimés à 279,9 millions d'euros (154,4 millions pour l'administration judiciaire, 103,5 millions pour l'administration pénitentiaire et 22 millions pour la justice des mineurs). La Cour des comptes a déclaré qu'une solution à court terme au problème des dettes passées n'est pas réaliste.

## Politique de nomination des cadres
Sous le ministre Alfano, une politique de nominations douteuse et non transparente s'est poursuivie, visant à nommer à des postes de direction soit des magistrats, soit des personnes extérieures à l'administration, sans compétences adéquates. À l'occasion de la création du nouvel Organisme indépendant d'évaluation (Organismo indipendente di valutazione - OIV), qui remplace le Service de contrôle interne (Servizio di controllo interno - SECIN), le magistrat controversé Angelo Gargani - impliqué par la suite dans l'enquête sur la prétendue Loggia P3 - a été nommé président, et Angelo Giorgianni, également magistrat, ancien sous-secrétaire à l'Intérieur du gouvernement Prodi I, contraint de démissionner dans la controverse, et l'employé administratif Lello Casesa, tous avec le rang et le salaire de directeurs généraux, comme membres. La nomination de M. Casesa a fait grand bruit car, dans la résolution d'approbation de la Commission indépendante d'évaluation, d'intégrité et de transparence (Commissione Indipendente per la Valutazione, Integrità e la Trasparenza - CIViT), il est défini comme ayant "une expérience significative dans le domaine de l'organisation et de la gestion de bureaux et de personnel", ainsi que des connaissances en droit des organisations, avec une référence particulière aux secteurs du tourisme et de la culture", alors que, comme l'a révélé le journaliste Gian Antonio Stella, il n'est qu'un employé et un ami du ministre, dont le curriculum comprend la présidence du festival de la fleur d'amandier à Agrigente. Quant à Gargani, qui est septuagénaire, la Commission a observé que "l'âge des membres ne correspond pas à l'âge de la retraite, qui est fixé en fonction de la profession à laquelle ils appartiennent".

## Source
- (it) Cet article est partiellement ou en totalité issu de l’article de Wikipédia en italien intitulé « Ministero della giustizia » (voir la liste des auteurs).